# Reinier van Saksen-Coburg en Gotha
Reinier Maria Jozef Florian Ignatius Michaël Gabriël Rafaël Gonzaga van Saksen-Coburg-Gotha (Pula (Kroatië), 4 mei 1900 - Gyömrő (Hongarije), 25 maart 1945) was een Duitse prins uit het huis Saksen-Coburg en Gotha.
Hij was het vierde kind en de tweede zoon van August Leopold van Saksen-Coburg en Gotha en Caroline Marie van Oostenrijk. De dood van zijn oudere broer August (in 1908) en van zijn vader (in 1922) maakte hem eerste in lijn voor de opvolging van de Koháry tak van zijn familie. In 1930 trouwde hij met Johanna Károlyi de Károly-Patty. Het paar kreeg één zoon:
- Johan Hendrik (1931-2010)

In 1935 scheidden Reinier en Johanna. In 1940 hertrouwde Reinier met Edith de Kózol. Zij kregen geen kinderen. Reinier sneuvelde vermoedelijk nabij Boedapest, na 7 januari 1945. Zijn lichaam werd nooit gevonden. 